# Bromus thysanoglottis
Bromus thysanoglottis là một loài thực vật có hoa trong họ Hòa thảo. Loài này được Soderstr. & Beaman mô tả khoa học đầu tiên năm 1968.